# Desesperato
Desesperato é um filme brasileiro de 1968, escrito, produzido e dirigido por Sérgio Bernardes Filho. O filme é considerado do cinema marginal. Nos papéis centrais do filme estão Raul Cortez e Marisa Urban, e com as participações de Mário Lago, Nelson Xavier, Ítalo Rossi,  Ferreira Gullar e  Norma Bengell. 

## Sinopse
Conta a história do escritor Antônio de Medeiros (Raul Cortez) que sai para pesquisar a literatura nas "zonas negras" do terceiro mundo. Na sua volta encontra uma estrutura arcaica (familiar, social, etc.) que não pode suportar. Sai de casa rompendo essa estrutura e vai ao encontro dos revolucionários.

## Elenco
| Ator/Atriz      | Personagem          |
| --------------- | ------------------- |
| Raul Cortez     | Antônio de Medeiros |
| Marisa Urban    | Marisa de Medeiros  |
| Mário Lago      | Batista             |
| Nelson Xavier   | Rodrigo             |
| Norma Bengell   | Esposa de Rodrigo   |
| Ítalo Rossi     | Homem escoltado     |
| Ferreira Gullar | Dr. Nelson          |